# Pamięć sekwencyjna
Pamięć sekwencyjna (ang. sequential memory, sequential access memory, serial access memory) – pamięć, której dane są dostępne w kolejności ich zapisania na nośniku przesuwanym pod głowicą odczytująco-zapisującą, np. pamięć taśmowa. Czas dostępu w tak zorganizowanej pamięci zależy od odległości głowicy od położenia danych.